# 野村叉丝壳
野村叉丝壳（学名：Microsphaera nomurae）是属于白粉菌目白粉菌科叉丝壳属的一种真菌，寄生在山矾属植物上。该种分布于中国、日本。